# Englische Rugby-Union-Meisterschaft 2017/18
Die Saison 2017/18 von Premiership Rugby war die 31. Saison der obersten Spielklasse der englischen Rugby-Union-Meisterschaft. Aus Sponsoringgründen trug sie den Namen Aviva Premiership. Sie begann am 1. September 2017, umfasste 22 Spieltage (je eine Vor- und Rückrunde) und dauerte bis zum 5. Mai 2018. Anschließend qualifizierten sich die vier bestplatzierten Mannschaften für das Halbfinale, die Halbfinalsieger trafen am 26. Mai 2018 im Finale im Twickenham Stadium aufeinander. Dabei setzten sich die Saracens gegen die Exeter Chiefs durch und holten sich den Meistertitel zum vierten Mal.

## Aviva Premiership

### Tabelle
M = Amtierender Meister

P = Promotion (Aufsteiger) aus der RFU Championship
|     | Team               | Spiele | Siege | Unent. | Ndlg. | Spiel- punkte | Diff. | Bonus- punkte | Tabellen- punkte |
| --- | ------------------ | ------ | ----- | ------ | ----- | ------------- | ----- | ------------- | ---------------- |
| 01. | Exeter Chiefs (M)  | 22     | 17    | 0      | 5     | 618:354       | + 264 | 17            | 85               |
| 02. | Saracens           | 22     | 16    | 0      | 6     | 731:350       | + 381 | 13            | 77               |
| 03. | Wasps RFC          | 22     | 14    | 1      | 7     | 615:501       | + 114 | 13            | 71               |
| 04. | Newcastle Falcons  | 22     | 14    | 0      | 8     | 455:506       | − 51  | 7             | 63               |
| 05. | Leicester Tigers   | 22     | 13    | 0      | 9     | 537:472       | + 65  | 11            | 63               |
| 06. | Bath Rugby         | 22     | 11    | 0      | 11    | 572:531       | + 41  | 12            | 56               |
| 07. | Gloucester Rugby   | 22     | 11    | 1      | 10    | 490:597       | − 107 | 10            | 56               |
| 08. | Sale Sharks        | 22     | 10    | 0      | 12    | 556:531       | + 25  | 14            | 54               |
| 09. | Northampton Saints | 22     | 8     | 0      | 14    | 509:645       | − 136 | 11            | 43               |
| 10. | Harlequins         | 22     | 7     | 0      | 15    | 479:640       | − 161 | 8             | 36               |
| 11. | Worcester Warriors | 22     | 7     | 0      | 15    | 432:601       | − 169 | 8             | 36               |
| 12. | London Irish (P)   | 22     | 3     | 0      | 19    | 385:651       | − 266 | 10            | 22               |

Die Punkte wurden wie folgt verteilt:
- 4 Punkte bei einem Sieg
- 2 Punkte bei einem Unentschieden
- 0 Punkte bei einer Niederlage (vor möglichen Bonuspunkten)
- 1 Bonuspunkt für vier oder mehr Versuche, unabhängig vom Endstand
- 1 Bonuspunkt bei einer Niederlage mit sieben oder weniger Punkten Unterschied

### Playoff
Halbfinale
| 19. Mai 2018 12:30 WESZ | Saracens | 57 : 33        | Wasps RFC | Allianz Park, London Zuschauer: 10.000 Schiedsrichter: JP Doyle |
| 19. Mai 2018 12:30 WESZ | Versuche: Lozowski 1. erh. Koch 11. erh. Wyles 42. erh. Figallo 63. erh. Itoje 70. erh. Spencer 75. erh. Erhöhungen: Farrell (6/6) Straftritte: Farrell (5/5) 17., 21., 26., 55., 58. | (23:5) Bericht | Versuche: Le Roux 22. n.erh., 60. erh. Cooper-Woolley 46. erh. Young 49. erh. Wade 72. erh. Erhöhungen: Gopperth (2/3) Cipriani (2/2) | Allianz Park, London Zuschauer: 10.000 Schiedsrichter: JP Doyle |

| 19. Mai 2018 15:30 WESZ | Exeter Chiefs | 36 : 5         | Newcastle Falcons                                         | Sandy Park, Exeter Zuschauer: 12.772 Schiedsrichter: Matthew Carley |
| 19. Mai 2018 15:30 WESZ | Versuche: White 38. erh. Woodburn 59. erh. Armand 79. erh. Erhöhungen: Simmonds (2/2) Steenson (1/1) Straftritte: Simmonds (5/5) 14., 24., 28., 46., 50. | (16:0) Bericht | Versuche: Tait 56. n.erh. Straftritte: Olmstead (1/1) 28. | Sandy Park, Exeter Zuschauer: 12.772 Schiedsrichter: Matthew Carley |

Finale
| 26. Mai 2018 15:00 WESZ | Exeter Chiefs                                                                               | 10 : 27        | Saracens | Twickenham Stadium, London Zuschauer: 75.128 Schiedsrichter: Wayne Barnes |
| 26. Mai 2018 15:00 WESZ | Versuche: Steenson 63. erh. Erhöhungen: J. Simmonds (1/1) Straftritte: J. Simmonds (1/2) 6. | (3:12) Bericht | Versuche: Vunipola 15. erh. Wyles (2) 19. n.erh., 47. erh. Earle 79. n.erh. Erhöhungen: Farrell (2/3) Straftritte: Spencer (1/1) 71. | Twickenham Stadium, London Zuschauer: 75.128 Schiedsrichter: Wayne Barnes |

| 15                 | Lachlan Turner    |             |
| 14                 | Jack Nowell       |             |
| 13                 | Henry Slade       |             |
| 12                 | Sam Hill          | 48.         |
| 11                 | Olly Woodburn     |             |
| 10                 | Joe Simmonds      | 48.         |
| 09                 | Nic White         | 58.         |
| 08                 | Sam Simmonds      | 48.         |
| 07                 | Don Armand        | 30. bis 38. |
| 06                 | Dave Ewers        |             |
| 05                 | Jonny Hill        |             |
| 04                 | Mitch Lees        | 50.         |
| 03                 | Tomas Francis     | 48.         |
| 02                 | Luke Cowan-Dickie | 48.         |
| 01                 | Alec Hepburn      | 48.         |
| Auswechselspieler: |                   |             |
| 16                 | Jack Yeandle      | 48.         |
| 17                 | Ben Moon          | 48.         |
| 18                 | Greg Holmes       | 48.         |
| 19                 | Sam Skinner       | 50.         |
| 20                 | Thomas Waldrom    | 30. 38. 65. |
| 21                 | Stuart Townsend   | 58.         |
| 22                 | Gareth Steenson   | 48.         |
| 23                 | Ian Whitten       | 48.         |
| Trainer:           |                   |             |
| Rob Baxter         |                   |             |

| 15                 | Alex Goode           |                  |
| 14                 | Sean Maitland        |                  |
| 13                 | Alex Lozowski        |                  |
| 12                 | Brad Barritt         | 50. bis 57.      |
| 11                 | Chris Wyles          | 61. 70. 74.      |
| 10                 | Owen Farrell         | 66.              |
| 09                 | Richard Wigglesworth | 58.              |
| 08                 | Billy Vunipola       | 58.              |
| 07                 | Jackson Wray         |                  |
| 06                 | Nick Isiekwe         | 66.              |
| 05                 | George Kruis         |                  |
| 04                 | Maro Itoje           |                  |
| 03                 | Vincent Koch         | 52.              |
| 02                 | Jamie George         | 52. 61. 70.      |
| 01                 | Mako Vunipola        | 74.              |
| Auswechselspieler: |                      |                  |
| 16                 | Schalk Brits         | 52. 60. bis 70.′ |
| 17                 | Richard Barrington   | 74.              |
| 18                 | Juan Figallo         | 52.              |
| 19                 | Will Skelton         | 66.              |
| 20                 | Michael Rhodes       | 58.              |
| 21                 | Ben Spencer          | 58.              |
| 22                 | Marcelo Bosch        | 50. 57. 66.      |
| 23                 | Nathan Earle         | 74.              |
| Trainer:           |                      |                  |
| Mark McCall        |                      |                  |

### Statistik
Meiste erzielte Versuche
|    | Name            | Verein             | Versuche |
| -- | --------------- | ------------------ | -------- |
| 1. | Josh Adams      | Worcester Warriors | 13       |
| 1. | Vereniki Goneva | Newcastle Falcons  | 13       |
| 1. | Christian Wade  | Wasps RFC          | 13       |
| 4. | Byron McGuigan  | Sale Sharks        | 12       |
| 4. | Sam Simmonds    | Exeter Chiefs      | 12       |
| 4. | Marland Yarde   | Harlequins         | 12       |

Meiste erzielte Punkte
|    | Name            | Punkte           | Verein |
| -- | --------------- | ---------------- | ------ |
| 1. | Owen Farrell    | Saracens         | 217    |
| 2. | Gareth Steenson | Exeter Chiefs    | 170    |
| 3. | George Ford     | Leicester Tigers | 166    |
| 4. | Marcus Smith    | Harlequins       | 165    |
| 5. | Rhys Priestland | Bath Rugby       | 149    |

## RFU Championship
Die Saison der zweiten Liga, der RFU Championship, umfasste 22 Spieltage (je eine Vor- und Rückrunde). Die am schlechtesten klassierte Mannschaft stieg direkt in die National Division One ab, während der Tabellenerste in die Premiership aufstieg.

### Tabelle
P = Promotion (Aufsteiger) aus der National Division One

R = Relegation (Absteiger) aus der Premiership
|     | Team                     | Spiele | Siege | Unent. | Ndlg. | Spiel- punkte | Diff. | Bonus- punkte | Tabellen- punkte |
| --- | ------------------------ | ------ | ----- | ------ | ----- | ------------- | ----- | ------------- | ---------------- |
| 01. | Bristol Rugby (R)        | 22     | 21    | 0      | 1     | 949:417       | + 532 | 19            | 103              |
| 02. | Ealing Trailfinders      | 22     | 16    | 1      | 5     | 766:522       | + 244 | 17            | 83               |
| 03. | Bedford Blues            | 22     | 12    | 2      | 9     | 654:576       | + 78  | 20            | 68               |
| 04. | Cornish Pirates          | 22     | 12    | 0      | 10    | 681:577       | + 104 | 19            | 67               |
| 05. | Jersey Reds              | 22     | 13    | 1      | 8     | 542:480       | + 62  | 11            | 65               |
| 06. | Yorkshire Carnegie       | 22     | 12    | 2      | 8     | 518:547       | − 29  | 11            | 63               |
| 07. | Doncaster Knights        | 22     | 9     | 1      | 12    | 582:615       | − 33  | 19            | 57               |
| 08. | Nottingham RFC           | 22     | 10    | 1      | 11    | 547:619       | − 72  | 10            | 52               |
| 09. | Richmond FC              | 22     | 9     | 0      | 13    | 444:597       | − 153 | 10            | 46               |
| 10. | Hartpury College RFC (P) | 22     | 6     | 1      | 15    | 480:623       | − 143 | 16            | 42               |
| 11. | London Scottish          | 22     | 6     | 1      | 15    | 521:707       | − 186 | 14            | 40               |
| 12. | Rotherham Titans         | 22     | 2     | 0      | 20    | 376:780       | − 404 | 6             | 14               |

Die Punkte wurden wie folgt verteilt:
- 4 Punkte bei einem Sieg
- 2 Punkte bei einem Unentschieden
- 0 Punkte bei einer Niederlage (vor möglichen Bonuspunkten)
- 1 Bonuspunkt für vier oder mehr Versuche, unabhängig vom Endstand
- 1 Bonuspunkt bei einer Niederlage mit sieben oder weniger Punkten Unterschied